# Sjerlok Kholms i doktor Vatson
 For alternative betydninger, se Sherlock Holmes (flertydig). (Se også artikler, som begynder med Sherlock Holmes)
Sjerlok Kholms i doktor Vatson (russisk: Шерлок Холмс и доктор Ватсон, dansk: Sherlock Holmes og doktor Watson) er en sovjetisk tv-film fra 1979 instrueret af Igor Maslennikov. Filmen er den første i en serie på i alt fem tv-film, der blev produceret af Lenfilm og instrueret af Maslennikov for sovjetisk tv.
Filmen er opdelt i to episoder, begge baseret på Sir Arthur Conan Doyles værker om Sherlock Holmes. Den første episode i filmen, "Bekendtskab" (Знакомство) er baseret på novellen fra 1892 "The Adventure of the Speckled Band" og den anden episode, "Blodig inskription" (Кровавая надпись), er baseret på romanen fra 1887 Et studie i rødt.
Filmene i serien følger bøgerne handling tæt.

## Medvirkende i udvalg
- Vasilij Livanov som Sherlock Holmes
- Vitalij Solomin som Dr. Watson
- Rina Zeljonaja som Mrs. Hudson